# Grewia andramparo
Grewia andramparo är en malvaväxtart. Grewia andramparo ingår i släktet Grewia och familjen malvaväxter.

## Underarter
Arten delas in i följande underarter:
- G. a. andramparo
- G. a. belohensis